# Aleksandr Minaev
Aleksandr Alekseevič Minaev (in russo Александр Алексеевич Минаев?; Železnodorožnyj, 11 agosto 1954 – Mosca, 6 dicembre 2018) è stato un calciatore sovietico dal 1991 russo, di ruolo centrocampista.